# Cilou Annys
Cilou Annys (Bruges, 20 marzo 1991) è una modella belga, incoronata Miss Belgio 2010 il 10 gennaio 2010.
È anche Miss Fiandre Occidentali. Le Annys, ottantesima Miss Belgio, ha ricevuto la corona da Zeynep Sever, Miss Belgio 2009. Ha inoltre rappresentato il Belgio nei concorsi di bellezza Miss Universo 2010 il 23 agosto 2010 a Las Vegas, dove si è piazzata nella top 15, e Miss Mondo 2010.
Ha causato polemiche una fotografia di Cilou Annys apparsa sulla copertina della rivista P-Magazine, in cui la modella era ritratta in piedi sulla bandiera del Belgio, mentre alle sue spalle, Bart De Wever, membro della Nuova Alleanza Fiamminga, era intento a tagliarle la fascia di Miss Belgio con una forbice. Pochissimo tempo dopo la pubblicazione la Annys ed il comitato nazionale di Miss Belgio hanno rilasciato un comunicato stampa in cui chiedevano scusa a chiunque si fosse sentito offeso da quella fotografia. La Annys ha spiegato che nella fotografia stava in piedi sulla bandiera, per mostrare di fare parte del territorio belga.